# Deposition (juridik)
För andra betydelser av deposition, se deposition
Deposition är ett avtal som innebär att ett föremål (depositum) lämnas i förvar av en person (deponenten)  hos en annan person (depositarien). Depositarien skall ta hand om deponentens depositum tills denne hämtar det igen. Deponent och depositarie kan vara fysiska eller juridiska personer.
En äldre svensk term för deposition är inlag. Depositum kallades då inlagsfä.

## Deposition av gods eller varor
Avseende det deponerade föremålet, skiljer man mellan depositum regulare, varvid depositarien skall återlämna exakt samma föremål till deponenten, och depositum irregulare, som innebär deposition av fungibla varor, till exempel pengar, varvid depositarien skall återlämna föremål av samma mängd och kvalitet.

## Deposition av internationella avtal
Folkrätten reglerar hur internationella avtal mellan suveräna stater och internationella organisationer kan deponeras. De huvudsakliga reglerna finns i Wienkonventionen om traktaträtten (1969) och den kompletterande Wienkonventionen om traktaträtten mellan stater och internationella organisationer eller internationella organisationer sinsemellan (1986).
Enligt 1969 och 1986 års konventioner (artikel 76 respektive 77) är huvudregeln att de fördragsslutande parterna själva utser en eller flera depositarier, och att dessa kan vara en eller flera stater, en internationell organisation eller organisationens högste administrative ämbetsman.
I artikel 77 respektive 78 reglerar konventionerna depositariens uppgifter till att förvara traktatens originaltext och eventuella fullmakter; upprätta bestyrkta kopior till alla parter; ta emot, granska och ta emot undertecknanden av traktaten och förvara de handlingar som rör undertecknandet; kommunicera med de parter som berörs av traktaten samt registrera traktaten i Förenta nationernas sekretariat.